# Forum Clodii

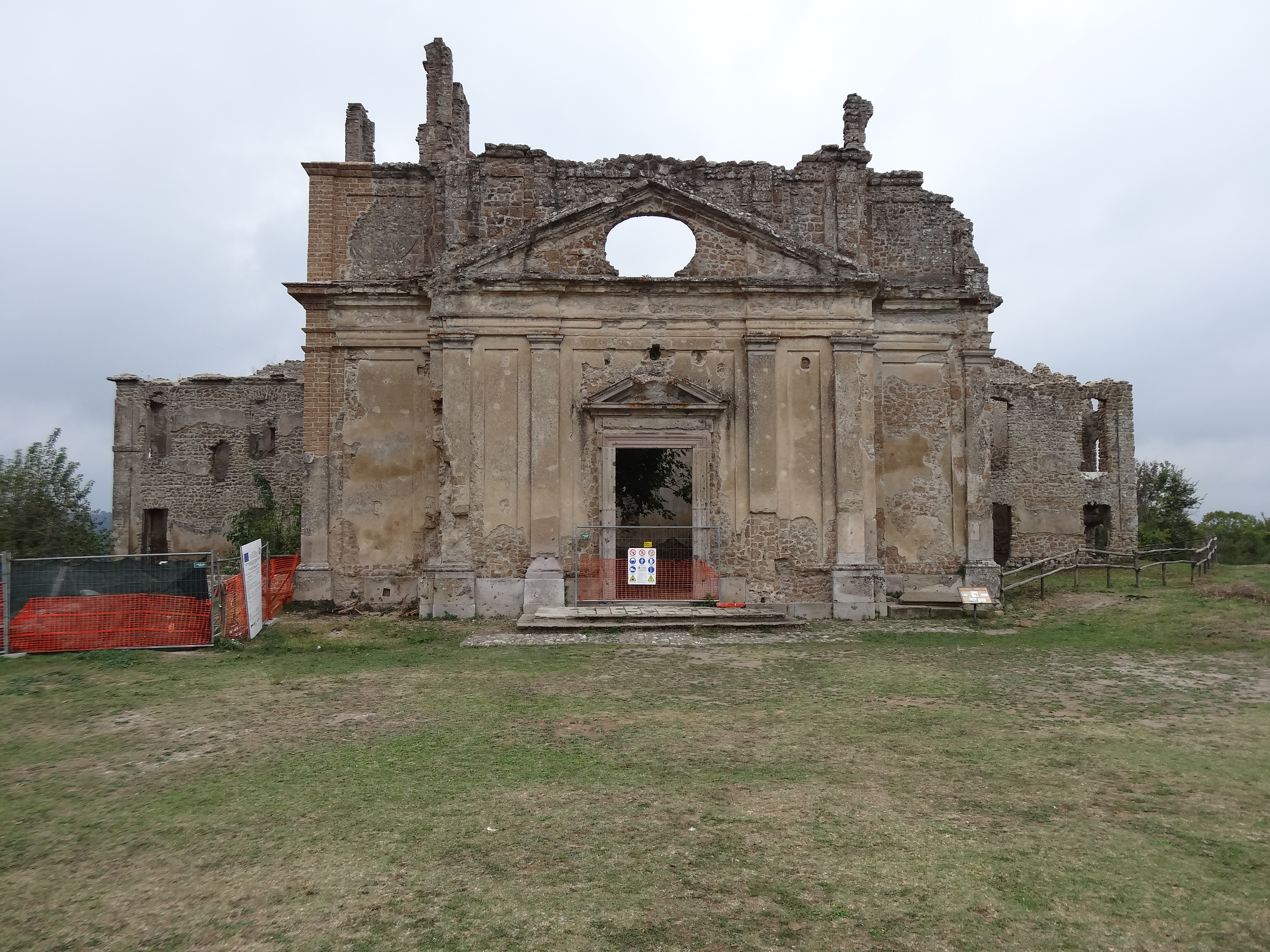
Ruiny kościoła w opuszczonym mieście Monterano

Forum Clodii (łac. Dioecesis Foroclodiensis, wł. Diocesi di Monterano) – stolica historycznej diecezji w Italii.
Forum Clodii było miastem etruskim znajdującym się nieopodal współczesnego miasta Canale Monterano się w Prowincji Rzym we Włoszech. Obecnie katolickie biskupstwo tytularne ustanowione w 1966 przez papieża Pawła VI. 

## Biskupi tytularni
| Lp. | Biskup                | Funkcja                                | Od              | Do              |
| --- | --------------------- | -------------------------------------- | --------------- | --------------- |
| 1   | Emilio Baroncelli     | emerytowany biskup Recanati (Włochy)   | 15 lutego 1968  | 6 grudnia 1972  |
| 2   | Giovanni Canestri     | wiceregent diecezji rzymskiej          | 8 lutego 1975   | 22 marca 1984   |
| 3   | Angel Gelmi Bertocchi | biskup pomocniczy Cochabamba (Boliwia) | 4 kwietnia 1985 | 17 czerwca 2016 |
| 4   | Javier Salinas Viñals | biskup pomocniczy Walencji (Hiszpania) | 8 września 2016 |                 |